# Kleptokracja

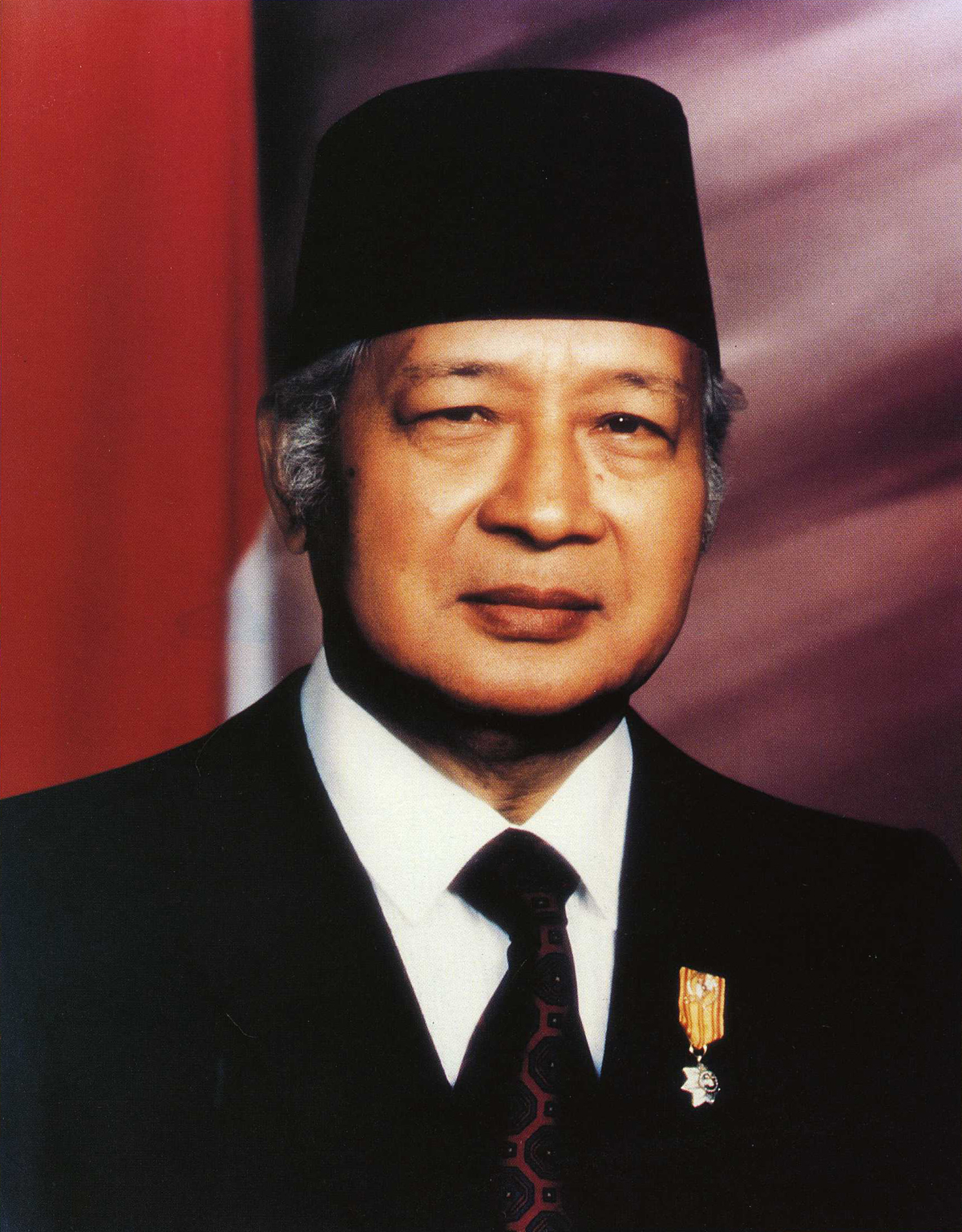
Kleptokrata (Suharto)

Kleptokracja (gr. κλέπτης (kléptēs – złodziej), κρατία (krátos – rządy)) – dosłownie „władza złodziei” – forma władzy ze skorumpowanymi władcami, wykorzystującymi swoją pozycję do wykorzystywania bogactw naturalnych kosztem mieszkańców w celu defraudowania funduszy państwowych oraz poszerzania osobistego bogactwa i władzy politycznej.
Kleptokracja jest związana z dyktaturą, oligarchią, juntą i innymi formami rządów autokratycznych i nepotycznych. W 2004 organizacja pozarządowa Transparency International opublikowała listę 10 najbardziej skorumpowanych (kleptokratycznych) przywódców państw w ostatnich czasach, w kolejności ustalonej według kwoty pieniędzy, które mieli ukraść. Na liście tej znaleźli się:
1. Były prezydent Indonezji Suharto – 35 mld $
2. Były prezydent Filipin Ferdinand Marcos – 5–10 mld $
3. Były prezydent Zairu Mobutu Sese Seko – 5 mld $
4. Były prezydent Nigerii Sani Abacha – 2–5 mld $
5. Były prezydent Jugosławii Slobodan Milošević – 1 mld $
6. Były prezydent Haiti Jean-Claude Duvalier – 300–800 mln $
7. Były prezydent Peru Alberto Fujimori – 600 mln $
8. Były premier Ukrainy Pawło Łazarenko – 114–200 mln $
9. Były prezydent Nikaragui Arnoldo Alemán – 100 mln $
10. Były prezydent Filipin Joseph Estrada – 78–80 mln $
Jako kleptokraci są też wymieniani m.in. prezydent Rosji Władimir Putin, były prezydent Kazachstanu Nursułtan Nazarbajew, były premier Chin Wen Jiabao i były prezydent Egiptu Husni Mubarak.